# John Waters (skådespelare)
John Russell Waters, född 8 december 1948 i London, är en brittiskfödd skådespelare verksam i Australien, dit han flyttade 1968. Han är bland annat känd för sin medverkan i TV-serierna Rush (1976) och Floden blev mitt liv (1984) som båda visats i svensk television. Han har även medverkat i filmer som Summerfield (1977), Breaker Morant (1980) och Attackstyrka Z (1982).
Han tilldelades 1988 ett AFI Award av Australian Film Institute för sin roll i filmen Boulevard of Broken Dreams. På scenen har han gjort sig känd för medverkan i musikaler; han har bland annat spelat i uppsättningar av Hair, Jesus Christ Superstar (som Pontius Pilatus) och Sound of Music.